# Nirvana in Fire 2
Nirvana in Fire 2 (Chino: 琅琊榜之风起长林, Pinyin: Lángyábǎng Zhī Fēngqǐ Chánglín), también conocida como Nirvana in Fire II: The Wind Blows in Chang Lin, es una serie de televisión china transmitida entre el 18 de diciembre de 2017 hasta el 12 de febrero de 2018 por medio de Dragon TV y Beijing TV. La serie es la secuela de la serie Nirvana in Fire transmitida en 2015.
La serie cuenta las historias que tienen lugar 40 años después de los eventos ocurridos en la serie original Nirvana in Fire, que giran en torno al "Langya Hall".

## Sinopsis
40 años después de los eventos ocurridos en Nirvana in Fire.
Durante las caóticas dinastías del Norte y del Sur, la frontera del norte de la Dinastía Liang está protegida por el poderoso ejército Changlin liderado por Xiao Tingsheng y su hijo Xiao Pingzhang. Durante una expedición, el Gran Secretaria Xun Baishui, corta la línea de suministros de la primera línea de defensa, lo que resulta en que Xiao Pingzhang termine gravemente herido mientras lidera la defensa en la frontera norte de Liang. Cuando su hermano menor, Xiao Pingjing se entera de lo sucedido, decide salir de Langya Pavilion para visitarlo, al llegar Xiao Pingzhang y Xiao Tingsheng envían a Xiao Pingjing al lugar donde hundieron las naves de los suministros para llegar al fondo de la conspiración. Sin el conocimiento de Xiao Pingjing, Xiao Tingsheng y su amigo, el Maestro Li, también envía a Lin Xi a la misma ciudad, para que ella pueda ayudar a Xiao Pingjing en sus investigaciones.
Resulta que 30 años atrás, Yeqin, un reino vecino que sufría de la peste, no tuvo la ayuda de Liang, quienes cerraron sus fronteras para protegerse. Para vengarse por la destrucción de su reino, Puyang Ying viaja a Liang bajo una identidad falsa y confabula con el Marqués de Mozi, un excelente hombre en las artes marciales y con Xun Baishui para debilitar el poder de la familia Xiao. Para vengarse engaña a la Emperatriz para que realice un mandato ordenando envenenar dos ciudades de Liang, con el objetivo de recrear las condiciones de la plaga que sufrió su reino Yeqin años atrás.
Durante la guerra, al igual que sus predecesores del ejército de Chiyan, el ejército de Changlin cae en una trampa creada por funcionarios corruptos, que intentan acabar con el ejército de Changlin envenenando todos los pozos de agua. Xiao Pingzhang es envenenado por Puyang Ying y muere a causa de esto, y un año después cuando el Emperador de Liang fallece debido a una enfermedad, su hijo, Xiao Yuanshi, asciende al trono como un niño Emperador guiado por Xiao Tingsheng. Al darse cuenta de lo debilitado que se encontraba la dinastía Liang, la Dinastía Yu, aprovecha la oportunidad de reunir sus fuerzas para invadirla, por lo que Xiao Pingjing realiza un pan de ataque preventivo para derrotar al ejército de Yu. Al conocer los planes de Xiao Yuanqi, Xun Baishui le miente y convence al nuevo Emperador Xiao Yuanshi, para que publique un decreto en donde prohíba al ejército de Changlin a entrar en batalla, sin embargo Xiao Pingjing ignora el decreto y destruye al ejército de Yu, logrando que Liang esté a salvo de los Yu en el norte. 
A su regreso a la capital, su padre, Xiao Tingsheng fallece debido a su deterioro de salud, finalmente destruido por las muertes de su hermano y padre, Xiao Pingjing decide abandonar la capital y regresar a Langya Pavilion.
Los años pasan y Xiao Yuanqi comienza a obtener reconocimiento y poder por haber derrotado al ejército de Donghai y por haber reclamado 7 de las 10 áreas del este que habían sido capturadas, sin embargo, en realidad esas victorias habían sido planeadas por el propio Xiao Yuanqi y el Marqués de Mozi, quien se había convertido en el Gobernante de los Donghai, para que Xiao Yuanqi obtuviera el reconocimiento y la gente creyera que había recapturado territorios perdidos para los Liang.
Sin embargo Xiao Yuanqi corta su relación con el Marqués de Mozi, después de utilizar a los asesinos que el Marqués le había enviado para matar al Gran Secretario Xun Baishui y posteriormente matarlos. Sin Xun Baishui para competir por la influencia en la capital, Xiao Yuanqi organiza una rebelión contra el Emperador Xiao Yuanshi.
Cuando Xiao Pingjing predice el peligro contra el Emperador Xiao Yuanshi, decide reunir al disuelto Ejército de Changlin para marchar contra el Ejército de Xiao Yuanqi, que había ocupado la capital y tomado a Yuanshi como rehén.
Finalmente Xiao Pingjing logra derrotar a Yuanqi, y decide dejar la capital para vivir su vida con Lin Xi.

## Reparto[2]

### Personajes principales
| Actor                             | Personaje                  | N.º de episodios | Notas |
| --------------------------------- | -------------------------- | ---------------- | --- |
| Liu Haoran                        | Xiao Pingjing              | 50               | Es el más joven y el único hijo biológico de Xiao Tingsheng. Xiao Pingjing es el primer Príncipe de Changlin y Comandante Supremo del poderoso Ejército Changlin. Aunque su madre murió antes de que el alcanzara la edad adulta, Pingjing creció bajo el amoroso cuidado de su hermano mayor Xiao Pingzhang y su padre. Él idolatra a su hermano mayor y está dispuesto a renunciar a sus propios sueños para cumplir los sueños de su hermano. Pingjing entrena en el Pabellón Langya (en inglés: Langya Pavilion) bajo el aprendizaje de Lin Ge. Como un artista marcial altamente capacitado, su objetivo es vivir una vida despreocupada sin restricciones y no tiene ningún interés en la política o el poder.         |
| Huang Xiaoming                    | Xiao Pingzhang             |                  | Es el hijo adoptivo de Xiao Tingsheng, el Príncipe de Changlin. Pingzhang es el Vice-general del Ejército de Changlin y el joven maestro de Changlin. Su padre biológico era el niño más grande de los tres niños seleccionados cuidadosamente por Mei Changshu (Hu Ge) y entrenados en la lucha de espadas en Nirvana in Fire. Pingzhang personifica los rasgos perfectos de un hijo filial, un hermano mayor cariñoso para Pingjing y un amoroso y devoto esposo para Meng Qianxue. A pesar de no ser hermano biológico de Pingjing, tiene un fuerte vínculo con él como verdaderos hermanos. |
| Wu Haochen                        | Xiao Yuanqi                |                  | Es el marqués de Liang y el único hijo del fallecido Príncipe de Laiyang, quien era el hermano menor del Emperador Jing (Wang Kai) y de la Princesa Viuda de Laiyang. Después de que su padre fuera condenado a muerte por sus crímenes, Xiao Yuanqi creció en las sombras de la reputación manchada de su padre, por lo que sus tíos el Emperador de Liang y el Príncipe de Changlin siendo benévolos decidieron crecerlo, ayudándolo a convertirse en un hombre noble y complaciente. Sin embargo poco a poco se transforma, y su necesidad de poder lo lleva a convertirse en un hombre ambicioso y despiadado. |
| Zhang Huiwen Huang Yang Tian Tian | Lin Xi Lin Xi (de pequeña) |                  | Es una talentosa pero distante doctora de Jinfeng Hall. Es la hija de Lin Shen, el hermano de sangre y camarada de Xiao Tingsheng, el Príncipe de Changlin. En el lecho de muestre de su padre, Tingsheng le promete a Lin Shen cuidar de su hija y convertirla en la futura esposa de su hijo menor, Xiao Pingjing, sin embargo su madre, no está de acuerdo con esto y decide huir llevándosela, ya que no quiere que su hija sufra el destino que ella sufrió, el de ser la esposa viuda de un soldado y desea que su hija encuentra a un hombre que pueda dedicarse completamente a ella. Años después cuando se encuentra con Pingjing, al inicio es distante, sin embargo poco a poco acepta que está enamorada de él. |
| Tong Liya                         | Meng Qianxue               |                  | Es la sobrina nieta de Meng Zhi (Chen Long), quien fue el comandante del ejército "Chang Lin" del Emperador Jing en Nirvana in Fire. Meng es la amada novia de la infancia y luego esposa de Xiao Pingzhang. Al igual que su bisabuelo, Meng es una hábil artista marcial y su franqueza es entrañable para su esposo. |

### Personajes secundarios

#### Familia Real Liang
| Actor     | Personaje                 | N.º de episodios | Notas |
| --------- | ------------------------- | ---------------- | --- |
| Liu Jun   | Emperador de Liang        | -                | Es el padre de Xiao Yuanshi e hijo de Xiao Jingyan (Wang Kai) y la Emperatriz Liu. |
| Mei Ting  | Emperatriz Xun            | -                | Es la madre de Xiao Yuanshi y esposa del Emperador de Liang. Xun desconfía del Príncipe de Changlin con pasión y le molesta el cariño que su esposo le tiene a los miembros de Changlin Manor. Constantemente le advierte a su hijo que se mantenga alejado del Príncipe de Changlin, ya que tiene miedo que este le quite su poder en cualquier momento. Ella constantemente le advierte a su hijo que se mantenga alejado del Príncipe de Changlin que puede usurpar su poder en cualquier momento. |
| Hu Xianxu | Xiao Yuanshi              | -                | Es el hijo mayor del Emperador de Liang y la Emperatriz Xun, lo que lo convierte en el Príncipe Heredero. También es el nieto de Xiao Jingyan (Wang Kai) y primo hermano de Xiao Yuanqi. Yuanshi idolatra a su tío Xiao Tingsheng, y adora a su primo, Xiao Pingjing, a pesar de la reserva de su propia madre. |
| Sun Chun  | Xiao Tingsheng            | -                | Es el hijo póstumo del Príncipe Heredero Xiao Jingyu (Ji Chen), el hijo adoptivo de Xiao Jingyan (Wang Kai) y discípulo de Mei Changsu (Hu Ge). Es el Príncipe Regente de Changlin y General del ejército de Changlin. Tingsheng siente una gran deuda moral por el final de sus dos hermanos de sangre, Yuan Lu y Lin Shen. Después de la muerte de Yuan Lu, Tingsheng adopta a su hijo biológico Xiao Pingzhang y lo elige como su sucesor. A pesar de estar al mando de un poderoso ejército capaz de dar un golpe de Estado, Tingsheng tiene una lealtad inquebrantable con su primo, el Emperador de Liang, ya que crecieron juntos y comparten un estrecho vínculo fraternal. |
| Li Bin    | Xiao Jingting             | -                | |
| Wen Jing  | Consorte Shu              | -                | |
| Liu Lin   | Princesa Viuda de Laiyang | -                | Es la madre de Xiao Yuanqi. Originalmente era una princesa de la comandancia de Donghai y se unió a la familia real de la dinastía Liang cuando se convirtió en la esposa del Príncipe de Laiyang. Debido a la muerte prematura de su marido, ella odia al Príncipe de Changlin y el Emperador. Cuando muere, su noble y complaciente hijo Xiao Yuanqi, comienza a transformarse en un hombre ambicioso y despiadado. |
| Qiao Xin  | Princesa Xun Anru         | -                | Es la sobrina de Xun Baishui y la Emperatriz Xun, y prima de Xiao Yuanshi. Anru es la Princesa Consorte de Laiyang. A pesar de ser criada para ser una noble tradicional que debe ser leal y sumisa a su esposo, Xun Anru decide elegir la moral. |
| -         | Xiao Ce                   | -                | Es el hijo Xiao Pingzhang y Meng Qianxue, él nació después de la muerte de su padre. |

#### Corte imperial Liang
| Actor        | Personaje        | N.º de episodios | Notas |
| ------------ | ---------------- | ---------------- | --- |
| Zhang Bo     | Xun Feizhan      | -                | Es el sobrino de Xun Baishui y la Emperatriz Xun, así como el último discípulo de Meng Zhi (Chen Long). Es el Comandante Supremo de la Guardia Imperial. Leal y recto, Feizhan tiene un fuerte código moral y ve a través de las diversas maquinaciones corruptas en la corte. Aunque su tío es un enemigo político de Changlin Manor, eizhan comparte una estrecha amistad con los miembros de Changlin Manor. Feizhan en secreto ama a su hermana de artes marciales, Meng Qianxue, quien es la esposa de Xiao Pingzhang. |
| Bi Yanjun    | Xun Baishui      | -                | Es el Gran Secretario del Gabinete. Baishui es el hermano mayor de la Emperatriz Xun, y tío de Xiao Yuanshi. Es leal al Emperador de Liang, y teme el creciente poder militar que está teniendo Changlin Manor, que pueda amenazar el gobierno de su sobrino como el Emperador de Liang. Baishui planea quebrantar la influencia del Ejército de Changlin, sin importarle a quien tenga que destruir en el camino. |
| Guo Jingfei  | Puyang Ying      | -                | Es un maestro de Gantian Courtyard. Fue miembro del reino de Yeqin, sin embargo su clan y su pueblo fueron aniquilados por una plaga mortal y culpa a la dinastía Liang por no haberlos ayudado. Puyang entra a Liang bajo una identidad falsa, se gana la confianza de la Emperatriz Xun como su confidente religioso y conspira con el marqués de Mozi para llevar a la destrucción al Reino de Liang como venganza. |
| You Yong     | Song Fu          | -                | Es el Gran Secretario y un gran aliado de Xun Baishui. Ve el poder del Ejército de Changlin como una amenaza a la estabilidad de su país. Song Fu es uno de los responsables de que las naves de suministro para los campos del norte se hundieran. |
| Yue Yang     | Magistrado Zhang | -                | Es el Magistrado de Datong y subordinado de Song Fu. Zhang sólo quiere complacer a su superior, por lo que siempre termina siguiendo sus órdenes, lo que ocasiona que las naves de suministro para los campos del norte se hundan. |
| Feng Qian    | Li Gu            | -                | |
| Xia Fan      | Dong Qing        | -                | |
| Dong Yuelin  | Ji Chen          | -                | |
| Jin Zehao    | Yue Yinchuan     | -                | Es el general del campo de Huaizuo de Qianzhou, Dongjing. Militarmente es un hombre brillante y una de las pocas personas que puede detectar las mentiras de Xiao Yuanqi, y juega un papel muy importante en su caída. Yinchuan es un hombre leal y se convierte en el sucesor de facto del Ejército de Changlin. |
| Zhang Juanyi | Tan Heng         | -                | Es el seguidor leal de Yue Yinchuan. Tan Heng salva a Pei'er en el borde de la carretera, y ayuda a su superior a luchar y detener las maquinaciones corruptas de Xiao Yuanqi. |
| Chen Muyang  | Zhai Ming        | -                | Es un general del campo del este. Después de perder a toda su familia en una plaga mortal, no le encuentra mucho sentido a la vida, con excepción de su amor por su país. A pesar de ganar muchas batallas contra los Donghai, pone su fe en las personas equivocadas y se une a Xiao Yuanqi para derrocar a Xiao Yuanshi, con la esperanza de darle a su país un futuro mejor. |
| Shao Weitong | He Cheng         | -                | |

### Otros Personajes
| Actor          | Personaje          | N.º de episodios | Notas |
| -------------- | ------------------ | ---------------- | --- |
| Cheng Taishen  | Marqués de Mozi    | -                | Es el cuarto hermano mayor de la Consorte Shu, y el primo de la Princesa Viuda de Laiyang. Ocupa el primer lugar en la lista de artistas marciales superiores del Langya Pavillion y le enseña artes marciales de Xiao Yuanqi. Su creciente ambición causa caos en su propio reino y finalmente termina convirtiéndose en el nuevo Emperador del Reino de Donghai. Junto a subordinados busca destruir el Reino de Liang. |
| Wang Qingxiang | Lin Chen           | -                | Fue confidente y salvador de Mei Changsu (Hu Ge) en Nirvana in Fire. Es maestro en Langya Pavilion, ahora como un hombre anciano, ha alcanzado el nivel de un sabio y tiene una visión culta de la vida. Lin Chen aconseja a Xiao Pingjing para que no se deje atrapar por todas las pruebas y aflicciones de la vida. |
| Jia Yuanyuan   | Tía Principal      | -                | - |
| Zhang Yanyan   | Hermana Yun        | -                | - |
| Zhang Haowei   | Lin Jiu            | -                | Es el discípulo y sucesor de Lin Chen, es un joven maestro en Langya Pavilion. A pesar de tener un exterior frío, Lin Jiu trata de ayudar a Xiao Pingjing durante los momentos difíciles de su vida. |
| Wang Yongquan  | Antiguo Maestro Li | -                | Es el maestro de Jifeng Hall. Li le ofrece a Lin Xi y a su madre refugio, cuando ella decide huir con su hija, para evitar el acuerdo matrimoniañ de Lin Xi con Xiao Pingjing, el Príncipe de Changlin. Bajo su tutela, Lin Xi se destaca en medicina y la apoya en su búsqueda de investigación médica. |
| Feng Hui       | Lin Shen           | -                | - |
| Xing Minshan   | Duan Tongzhou      | -                | Es uno de los subordinados de Pu Yangying y trabaja con él para destruir el Reino de Liang. Ocupa el cuarto lugar en la lista de artistas marciales superiores del Langya Pavillion. |
| Wei Zhi        | Príncipe Hui       | -                | Es el embajador de Paz en la Dinastía Liang. Hui dirige la fracción pro-paz en Yan del Norte y espera unificar su reino con un tratado de paz con el Reino de Liang. |
| Zhao Da        | Tuoba Yu           | -                | Es el tercer hijo del Príncipe de Hanhai (Yan del Norte), y ocupa el quinto lugar en la lista de artistas marciales superiores administrado por el Langya Pavillion. Como guardia del Príncipe de Hui, acompaña a su primo al Reino de Liang para asegurar un tratado de paz. |
| Shi Shi        | Princesa Zhonghua  | -                | Es una Princesa de Yan del Norte y la prima del Príncipe Hui, a quien acompaña al Reino de Liang para asegurar una alianza matrimonial con la familia real Xiao. |
| Jin Song       | Tan Lingshuo       | -                | Es el Príncipe de Kang (Yu), y General del Ejército de Huangshu. Como comandante general del Reino de Da Yu, dirige la fracción a favor de la guerra en su estado y busca agresivamente invadir el Reino de Liang durante el período de luto del Emperador de Liang. |
| Tan Kai        | Ruan Ying          | -                | - |
| Zhu Mengyao    | Pei'er             | -                | Es una de las asistentes de la Princesa Xun Anru. Cuando Pei'er descubre accidentalmente los macabros planes de Xiao Yuanqi, se dedica a advertirle a los demás. |
| -              | Min'er             | -                | Junto a Pei'er es una de las asistentes de la Princesa Xun Anru, las tres crecieron juntas y pronto se convirtieron en las asistentes de confianza de la princesa. Cuando Pei'er desaparece Min'er comienza a cuestionar la lealtad de Xiao Yuanqi. |
| Chao Haowei    | Lu Zhao            | -                | - |
| Zhang Lingxin  | Lady Qi            | -                | Es una de las subordinadas del marqués de Mozi, Madame Qi es una artista marcial altamente calificada que es enviado por el marqués para ayudar a Xiao Yuanqi en su ascenso al poder. |
| Wang Gang      | Qi Xun             | -                | - |
| Jia Yuan Yuan  | -                  | -                | Es una sirvienta del palacio del Este. |
| Kong Sheng     | -                  | -                | Es un campesino. |
| Wang Hong      | -                  | -                | Es un carcelero. |

## Episodios
La serie estuvo conformada por 50 episodios, los cuales fueron emitidos de lunes a miércoles a las 22:00 - 00:00 a través de Beijing TV y Dragon TV.

## Música
| N.º | Artista                                        | Canción                 | Letra   | Música     | Duración | Notas              |
| --- | ---------------------------------------------- | ----------------------- | ------- | ---------- | -------- | ------------------ |
| 1   | Huang Qishan (versión 1) Duo Liang (versión 2) | Qing Ping Yuan (清平愿) | Hai Yan | Dong Suoda | -        | (tema de apertura) |

## Premios y nominaciones
| Año  | Categoría              | Premio                            | Nominado (a)        | Resultado |
| ---- | ---------------------- | --------------------------------- | ------------------- | --------- |
| 2018 | Best Television Series | 24th Shanghái Television Festival | "Nivana in Fire 2"  | Nominado  |
| 2018 | Best Director          | 24th Shanghái Television Festival | Kong Sheng y Li Xue | Nominados |
| 2018 | Best Cinematography    | 24th Shanghái Television Festival | Sun Molong          | Nominado  |

## Producción
A principios del 2016 el productor Hou Hongliang confirmó a través de entrevistas que realizarían la secuela de la exitosa y popular serie china Nirvana in Fire, transmitida del 19 de septiembre del 2015 hasta el 15 de octubre del mismo año y protagonizada por Hu Ge, Wang Kai, Víctor Huang, Chen Long, Leo Wu y Liu Tao.
La nueva secuela es titulada Nirvana in Fire 2 (también es conocida como Nirvana in Fire II: The Wind Blows in Chang Lin), la cual tendría un nuevo elenco de personajes e historias, mientras conservaba el mismo telón de fondo de Langya Hall.
Por otro lado en julio del mismo año Wei Wei, el director de casting de Nirvana in Fire, confirmó en Sina Weibo que la secuela había entrado en preproducción y comenzaría a rodarse en noviembre.
En octubre del mismo año se dio a conocer al elenco principal de la serie. con el resto del elenco de apoyo anunciado más adelante en diciembre. Mientras que en diciembre del mismo año se anunció a los actores que participarían como parte del elenco recurrente.
La secuela fue dirigida por Kong Sheng y Li Xue, escrita por Hai Yan, mientras que la producción ejecutiva estaría en manos de Hou Hongliang.
Las locaciones de producción comenzaron oficialmente el 15 de diciembre del mismo año en "Hengdian World Studios". El rodaje duró 5 meses y finalizó en mayo del 2017 en Mongol antes de entrar finalmente en la posproducción.
Antes de su estreno oficial, en marzo del 2017 la compañía "Daylight Entertainment" anunció que la serie sería exhibida en la Entertainment Expo Hong Kong. El primer video teaser fue presentado en junio del 2017 a través de una conferencia de iQiyi.
Contó con las compañías de producción "Daylight Entertainment" e "iQiyi Pictures", y fue distribuida por las cadenas Dragon TV, Beijing TV y a través del sitio web de transmisión iQiyi.